# Age of Empires II: The Age of Kings
Age of Empires II: The Age of Kings è un videogioco strategico in tempo reale sviluppato da Ensemble Studios e pubblicato da Microsoft Corporation nel 1999 per Microsoft Windows e Mac OS.
Ambientato nel medioevo, ebbe un enorme successo ed è generalmente considerato una pietra miliare del suo genere. Nel 2000 riceve un'espansione intitolata The Conquerors. Nel 2001 è uscito anche per PlayStation 2.
Il gioco ha avuto due rimasterizzazioni: la prima nel 2013 intitolata Age of Empires II: HD Edition con migliorie al gioco e tre espansioni; la seconda nel 2019 con l'edizione Definitive Edition, profondamente rivista nella grafica e comprendente tutto il materiale della versione HD più ulteriori espansioni.

## Modalità di gioco
Age of Kings mantiene gli elementi essenziali del fortunato predecessore Age of Empires. Si tratta di un RTS a epoche, che copre l'intero arco di tempo del medioevo, invece che dell'età antica come nel primo capitolo.
Dal punto di vista della giocabilità, Age of Kings può essere considerato come un raffinamento di Age of Empires. La grafica è ovviamente migliorata e, pur mantenendo un motore 2D, complessivamente più realistica.
Il sistema rock-paper-scissors di contro-unità ed equilibri è più ricco e sofisticato.
Sono previste le modalità di gioco multigiocatore (in rete locale o internet, ad esempio con GameSpy) e giocatore singolo (contro avversari controllati dal computer) che permette di giocare campagne storiche o semi-storiche oppure mappe casuali create automaticamente dal gioco, lasciando al giocatore la scelta della difficoltà e del numero dei giocatori.
In una partita "standard", sia in singolo sia in multigiocatore, si può vincere in tre modi: eliminare i nemici, possedere per un certo tempo tutte le reliquie (inizialmente sparse per la mappa) o costruire e mantenere per un certo tempo una meraviglia (monumenti imponenti analoghi alle sette meraviglie del mondo). Si comincia la partita nell'Alto medioevo con un centro città, che fornisce popolazione civile, tre cittadini e un esploratore a cavallo, in una mappa completamente casuale, della quale si può decidere solo lo stile generale; ad esempio nello stile "Mediterraneo" è sempre presente un mare centrale, nello stile "Foresta nera" non ci sono mari ma dense foreste.
Ogni giocatore deve costruire intere città fatte di edifici sia militari che civili, e sconfiggere le popolazioni nemiche. È anche possibile stabilire alleanze tra giocatori (che si aiuteranno tra loro invece di combattersi) o rotte commerciali (che generano oro).
Altre modalità di gioco sono possibili, oltre ovviamente alle campagne, obiettivi e condizioni di partenza possono cambiare radicalmente. Ad esempio in modalità "Regicidio" si inizia la partita con un re, un castello, un centro città e una decina di cittadini (a seconda della civiltà), e lo scopo è eliminare tutti i re avversari: una volta ucciso un re nemico, la sua popolazione avrà automaticamente perso la partita.
Una variante della mappa casuale è la partita "all'ultimo sangue" dove si parte con enormi scorte di risorse e la priorità è progredire e attaccare in fretta.
Un'ulteriore possibile condizione di vittoria è la ricerca di reliquie, che danno diritto a oro extra: vince chi trova tutte le reliquie e ne mantiene il possesso per un certo periodo di tempo. Anche la costruzione di una meraviglia dà diritto alla vittoria se si riesce a mantenerla in piedi (ossia a evitare che sia distrutta) per un tempo stabilito.
Molto avanzata è anche la possibilità di creare scenari personalizzati; è possibile anche definire l'intelligenza artificiale ovvero il comportamento dei giocatori del computer, tramite un apposito linguaggio di scripting. Su internet si trova molto materiale creato dai fan.
La HD Edition non apporta sostanziali modifiche al gameplay, ma le sue due espansioni lo migliorano donando bonus di squadra e nuove numerose civiltà, unità e campagne.

### Epoche
Il gioco è suddiviso in epoche, e ogni giocatore può passare separatamente all'epoca successiva quando lo desidera, ma il passaggio ha un alto costo in cibo e oro, e per eseguirlo è necessario che alcuni edifici dell'era corrente sia già stati costruiti, quindi è parte fondamentale della strategia decidere quando effettuare i passaggi. Ad ogni epoca diventano disponibili nuove unità, edifici e tecnologie, inoltre cambia l'aspetto estetico delle città, da baracche primitive a palazzi fastosi. Le epoche sono:
- Alto Medioevo: è possibile solo la raccolta delle risorse e la costruzione di edifici di base; l'unico tipo di unità militare addestrabile è la milizia, un fante munito di mazza.
- Età feudale: diventano disponibili fabbro, mercato, mura, torri difensive, soldati con armi da lancio, fanteria specializzata, esploratori a cavallo, galee da guerra, navi da trasporto e da commercio.
- Età dei castelli: introduce castelli, monasteri e monaci, università, cavalleria, macchine da assedio, e le unità riservate di ogni civiltà.
- Età imperiale: introduce le unità con armi da fuoco e i trabucchi, è possibile costruire una meraviglia.

Tra le età selezionabili nelle partite standard è presente anche quella postimperiale: scegliendola, il giocatore si troverà nell'Età imperiale, e con tutte le tecnologie già sviluppate.

### Campagne

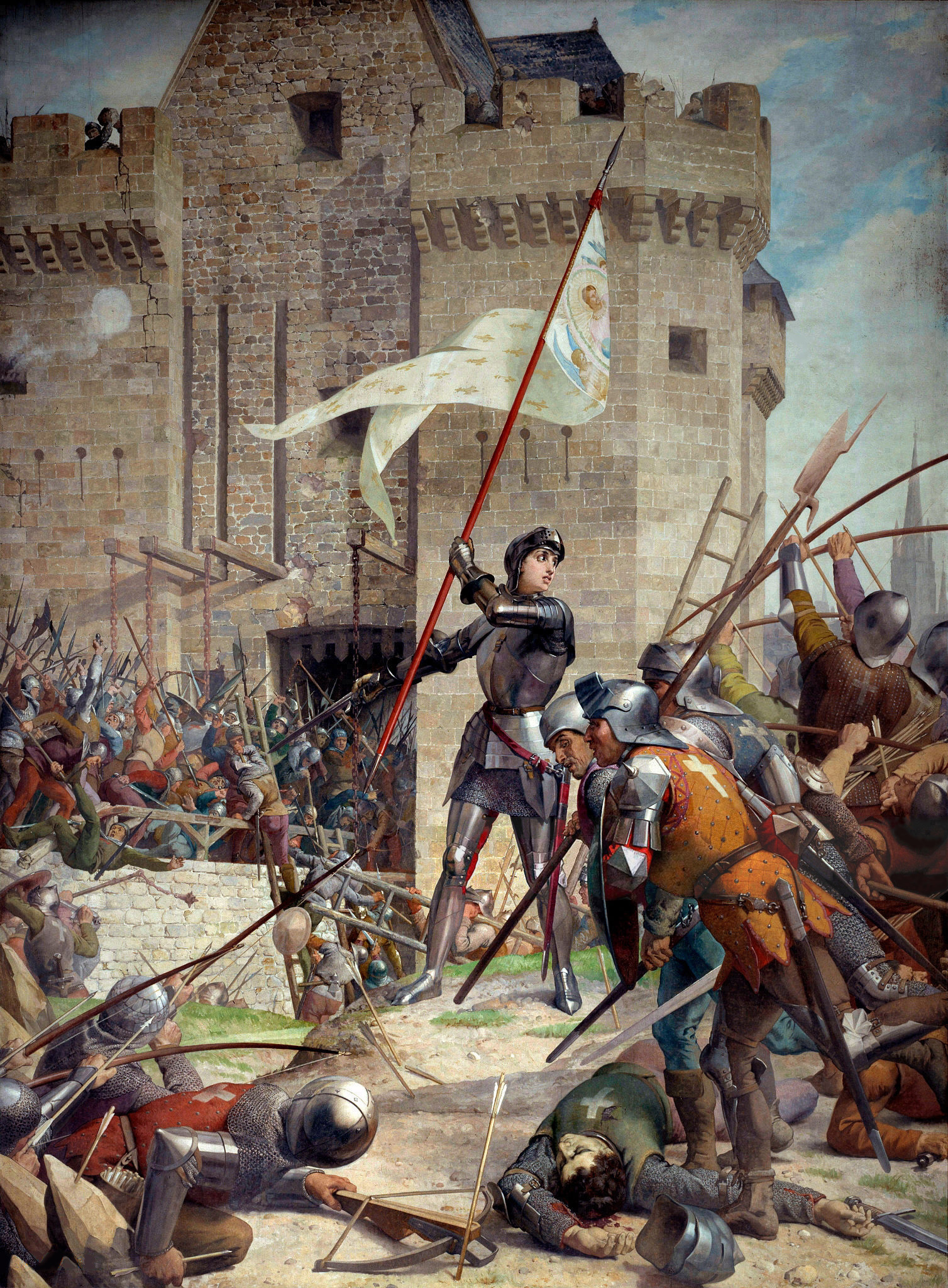
Giovanna d'Arco durante l'assedio ad Orleans, uno degli eventi rappresentati nel videogioco.

Le campagne di Age of Kings sono costituite da scenari che ripercorrono la vita di personaggi celebri del medioevo; ciascuno scenario è, di norma, la ricostruzione di una battaglia realmente combattuta, la costruzione di un monumento famoso o qualche altro aneddoto ben conosciuto. Il protagonista della campagna non appare quasi mai come personaggio giocabile, mentre è disponibile come eroe nelle campagne di William Wallace e Giovanna d'Arco. Le campagne iniziano di solito con alcune risorse, palazzi e unità già presenti, che costituiscono l'ambientazione della storia che viene raccontata.
Il gioco base include 5 campagne:
- William Wallace: la campagna è il tutorial del gioco, infatti i giocatori inesperti di RTS possono impararne i fondamenti base; quelli esperti, invece, possono apprendere le nuove caratteristiche di AOE II come il commercio, lo scambio di risorse e l'utilizzo delle reliquie. La storia ripercorre le vicende di un clan scozzese in lotta contro il re inglese Edoardo I; gli Highlander combatteranno nella battaglia di Stirling Bridge e in quella di Falkirk che nel gioco però viene vinta dagli scozzesi.
- Giovanna d'Arco: durante la guerra dei cent'anni un comandante dell'esercito francese, Guy Josselyne, racconta nel suo diario le vicende di Giovanna d'Arco. La Pulzella, scortata da alcuni cavalieri, attraversa territori ostili per giungere al castello del Delfino a Chinon. Il principe le concede un esercito per sconfiggere inglesi e borgognoni; la ragazza libera le città di Orleans, Patay e Reims, dove Carlo può essere incoronato re. Tradita durante l'assedio di Parigi, viene catturata a Compiègne e bruciata sul rogo. Josselyn, insieme ad altri uomini fedeli a Giovanna tra cui La Hire, attacca gli inglesi a Castillon per vendicarla.
- Saladino: un crociato normanno, persosi nel deserto, viene soccorso da alcuni cavalieri arabi che lo conducono dal Saladino. L'uomo viene trattato come un ospite e negli anni diventa amico del sovrano saraceno di cui narra le gesta. Il Saladino caccia i franchi dall'Egitto impadronendosene e combatte le bande di predoni di Rinaldo di Châtillon che minacciano i commerci. Quando in Terra santa incomincia la Terza crociata Saladino sconfigge i cristiani ad Hattin e conquista le città di Gerusalemme, Tiro, Ascalona e Tiberiade. Infine difende la città di Acri dall'assedio dei crociati guidati da Riccardo "Cuor di Leone".
- Gengis Khan: l'autore della Storia segreta dei mongoli scrive la sua opera raccontando le conquiste di Gengis Khan. Questi, dopo aver riunito i clan mongoli e sconfitto i rivali, guida le sue orde in Cina e poi in Corasmia; contemporaneamente il suo generale Subotai invade i Principati russi. Divenuto anziano, Gengis muore e lascia il potere al figlio Ogatai; il nuovo Khan attacca l'Europa orientale e conclude la sua campagna con la battaglia del fiume Sajó contro gli ungheresi.
- Barbarossa: in una taverna, un misterioso oratore racconta le gesta di Federico Barbarossa. L'imperatore consolida il suo potere tra le nazioni germaniche per poter attaccare la Polonia; al suo fianco c'è il suo più forte vassallo, Enrico il Leone. Questi però lo tradisce e viene punito con la prigionia. Successivamente Barbarossa cala su Milano per distruggerla come monito per il Papa che non riconosce la sua supremazia. Per contrastarlo i comuni italiani si uniscono nella Lega Lombarda che è spalleggiata da Enrico il Leone. Ripresosi dalla sconfitta subita dalla Lega, l'imperatore esilia il duca Enrico in Inghilterra. Partito alla volta della Terza crociata, Barbarossa muore annegato a seguito di un viaggio difficoltoso; i suoi uomini decidono di recarsi lo stesso a Gerusalemme per seppellirvelo. Infine viene rivelato che il narratore della storia è Enrico che, ormai vecchio e stanco, non è più interessato alla conquista del Sacro Romano Impero.

### Civiltà
In Age of Kings vengono fornite 13 diverse civiltà giocabili. Sebbene gli edifici e la maggior parte delle unità sono gli stessi per tutte, ogni civiltà ha caratteristiche distinte, con propri vantaggi e svantaggi (generalmente ispirati alle caratteristiche reali delle civiltà storiche corrispondenti). Le civiltà si distinguono anche per la disponibilità di unità specifiche con nomi più o meno accurati (per esempio le barcacce e i berserkr per i Vichinghi, i samurai per i Giapponesi, i giannizzeri per i Turchi); inoltre, le unità parlano in diverse lingue, scelte con qualche accuratezza storica.
Poiché le unità specifiche sono solitamente unità molto forti o comunque convenienti (e quindi molto usate), e hanno caratteristiche completamente diverse l'una dall'altra, Age of Kings presenta una grande varietà di gioco; la strategia deve essere opportunamente modificata in funzione della civiltà che di volta in volta si sceglie di utilizzare.
Infine le civiltà del gioco si distinguono per lo stile dei loro edifici. In Age of Kings sono presenti quattro stili architettonici diversi:
| Europeo Occidentale          | Europeo Nord-Orientale       | Asiatico                        | Mediorientale                              |
| ---------------------------- | ---------------------------- | ------------------------------- | ------------------------------------------ |
| - Britanni - Celti - Franchi | - Goti - Teutoni - Vichinghi | - Cinesi - Giapponesi - Mongoli | - Bizantini - Persiani - Saraceni - Turchi |

### Unità
La maggior parte delle unità possono essere aggiornate ricercando apposite tecnologie, in genere una per epoca, che trasformano istantaneamente tutte le unità di un tipo in un equivalente più forte e moderno. Ad esempio gli arcieri si possono aggiornare in balestrieri e poi in balestrieri scelti. Non tutte le unità e gli aggiornamenti sono disponibili a tutte le civiltà.
L'unità fondamentale è l'"Abitante del villaggio": il cittadino/a che può eseguire tutti i lavori civili, ovvero raccolta delle risorse, costruzione e riparazione. All'occorrenza possono combattere debolmente, ma diventano potenti quando sono all'interno di centri città, torri o castelli, in quanto lanciano frecce restando ben protetti.
Le unità militari sono raggruppabili principalmente in fanteria da mischia, arcieri, cavalleria, macchine d'assedio, navi. Nelle fasi più avanzate possono essere disponibili anche unità con armi da fuoco. Alcune unità particolari e disponibili a tutte le civiltà sono il monaco, capace di guarire le unità non meccaniche, raccogliere le reliquie, e convertire i nemici, facendoli passare permanentemente dalla propria parte; e il trabucco, mezzo di distruzione degli edifici per eccellenza, che ha una gittata molto lunga, ma dev'essere montato per attaccare e smontato per muoversi, operazioni che richiedono un po' di tempo.
Ogni civiltà ha un'unità riservata, e ispirata a combattenti storici, di fanteria, arcieri o cavalleria a seconda dei casi, che viene creata nel Castello; ad esempio i bizantini hanno il catafratto e i cinesi il chu-ko-nu.

### Edifici
Più cittadini possono lavorare contemporaneamente alla costruzione di un edificio per fare più in fretta. Gli edifici sono molto resistenti e in genere ci vuole molto per abbatterli, almeno fino all'avvento delle macchine da assedio. La creazione delle unità e la ricerca delle tecnologie avvengono all'interno degli edifici; quasi tutti i tipi di edifici possono sviluppare delle tecnologie specifiche, legate alla loro funzione.
Il menù di costruzione suddivide gli edifici in civili e militari.
L'edificio principale è il centro città, che produce i cittadini, fa da punto di raccolta per tutte le risorse, e può essere presidiato dalle unità a piedi, che stanno sicure al suo interno e lanciano frecce per difesa. Tra gli altri edifici ci sono le case, che aumentano il numero massimo di unità disponibili per il giocatore, e numerosi edifici legati alla produzione o deposito di risorse, alla produzione di unità, e alla ricerca. Tra le strutture difensive ci sono le mura, barriere molto solide, ma che le armi da lancio possono scavalcare; gli si può dare qualunque forma con il trascinamento del mouse. Fondamentale è il castello, grande, resistente e armato di frecce, caposaldo per eccellenza per ottenere il controllo di una zona.

#### Meraviglie

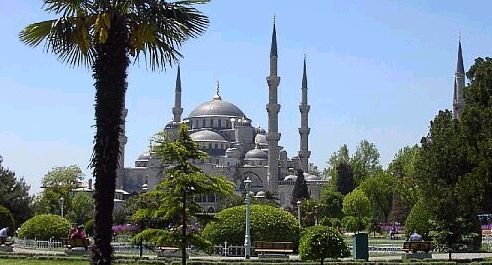
La Moschea di Solimano a Istanbul, la meraviglia dei Turchi

Le meraviglie sono costruzioni imponenti che esigono grandi quantità di risorse e tempo per crearle. Se un giocatore completa la meraviglia, e questa rimane intatta per un certo periodo di tempo ininterrotto, vince. Ogni civiltà ha una propria meraviglia, di solito una costruzione famosa, al contrario di Age of Empires, dove la meraviglia di tutte le civiltà era un'architettura generica.

### Tecnologie
Age of Empires II ha una scelta di tecnologie molto più vasta rispetto a Age of Empires. La ricerca di tecnologie avviene sempre presso gli edifici e ha un costo in risorse, ogni tipo di edificio ricerca specifiche tecnologie. Ogni tecnologia può rendere disponibili nuove unità o edifici, oppure portare benefici direttamente a tutte le unità o edifici di un certo tipo, anche a quelli già costruiti dal giocatore.
Il numero di tecnologie aumenta con le età, così come il prezzo per averle.
Una novità del gioco, inserita nell'espansione, è che ogni civiltà ha una tecnologia esclusiva ricercabile nel castello quando si arriva all'età imperiale.
In più, alcune civiltà hanno delle abilità innate sin dall'inizio del gioco, che non necessitano di essere ricercate. Ad esempio i Mongoli cacciano a velocità maggiore, i Franchi possono costruire castelli a costo ridotto.

### Economia
L'unità di base sono i cittadini, sia uomini che donne, che svolgono tutte le mansioni civili, in particolare le costruzioni e la raccolta di risorse.
Le risorse sono:
- Cibo (ricavabile da caccia, raccolta, agricoltura, allevamento, pesca)
- Legna (ricavabile dalle foreste o dal bambù)
- Oro (ricavabile da miniere, commercio su carro, commercio per nave, possesso di reliquie)
- Pietra (ricavabile dalle cave)

#### Reliquie
Le reliquie sono oggetti speciali che sono sparsi per la mappa, e che possono essere raccolti solo dai monaci. Una volta inserite in un monastero, generano lentamente oro per la civiltà a cui appartiene. Se le condizioni di vittoria sono impostate su Standard, possedere tutte le reliquie per un certo periodo di tempo è uno dei modi per ottenere la vittoria.

## Espansioni

### Age of Empires II: The Conquerors
The Conquerors, pubblicata nel 2000, L'espansione introduce 5 nuove civiltà, nuovi tipi di unità (accessibili anche alle civiltà originali), nuove tecnologie, nuove campagne, nuovi tipi di mappa e migliorie varie, ed è stata inclusa nel remake del 2013.

### Age of Empires II: The Forgotten
Pubblicata nel 2013, è compatibile solo con l'edizione HD. Introduce 5 nuove civiltà (Italiani, Indiani, Slavi, Magiari e Inca), 4 nuove campagne (Alarico I, Sforza, Bari e Dracula), nuove unità, nuove tecnologie, nuove modalità di gioco, nuovi tipi di mappa, una nuova AI migliorata e altre migliorie minori.

### Age of Empires II: The African Kingdoms
Pubblicata nel 2015, è compatibile solo con l'edizione HD. Introduce 4 nuove civiltà (Portoghesi, Etiopi, Berberi e Maliani), 4 nuove campagne, nuove mappe, una nuova modalità di gioco (sudden death), nuove unità e tecnologie e l'integrazione del gioco con il sito di streaming twitch.

### Age of Empires II: Rise of the Rajas
Pubblicata nel dicembre 2016, è compatibile solo con l'edizione HD. Introduce 4 nuove civiltà (Birmani, Khmer, Malesi e Vietnamiti), 4 nuove campagne (Gajah Mada, Suryavarman I, Bayinnaung, Lê Lợi), nuove mappe nella regione del sud-est asiatico e terreni, nuove unità e tecnologie, AI migliorata e altre migliorie minori.
È stata sviluppata dal team di origine amatoriale Forgotten Empires, già autore delle due espansioni precedenti, in collaborazione con Skybox Labs.

## Seguiti
Il videogioco Star Wars: Galactic Battlegrounds, del 2001, è praticamente una versione di Age of Kings basata su Guerre stellari, utilizza lo stesso motore grafico e le stesse regole base.
Il seguito diretto è Age of Empires III: Age of Discovery del 2005, che prosegue con le età coloniale e industriale.

### Versione rimasterizzata
Il 9 giugno 2019, in occasione della conferenza Microsoft all'E3, viene annunciata la versione rimasterizzata in 4K di The Age of Kings e di tutte le altre espansioni, intitolato Age of Empires II: Definitive Edition. Il gioco, uscito il 14 novembre dello stesso anno, contiene un DLC gratuito intitolato The Last Khans, con tre nuove campagne e quattro nuove civiltà (portando il totale di queste ultime a trentacinque), oltre a grafica e musica rimasterizzati. Il 26 gennaio 2021 viene pubblicata la prima espansione DLC a pagamento intitolata Lords of the West, con tre nuove campagne completamente doppiate e due nuove civiltà (alzando ulteriormente il totale a 37).